# Rolf Hosemann
Rolf Hosemann (Rostock, 20 de abril de 1912 - Berlín, 28 de septiembre de 1994) fue un físico alemán que sentó las bases para la teoría del paracristal. Se casó con Ursula Siebold, con quien tuvo cuatro hijos.

## Estudios
Estudió en las universidades de Marburgo y Friburgo.  En 1936 se licenció en Friburgo.  El tema de su disertación para su doctorado «la radiactividad del samario» (Die Radioaktivität des Samariums) aún  no había recibido el visto bueno de su profesor académico George de Hevesy, que tuvo que abandonar Alemania en 1934 debido a su ascendencia judía. En 1939  obtuvo el título de profesor universitario  con un trabajo sobre la difracción de rayos X de ángulos pequeños en la celulosa.  

## Trabajo
En 1951 trabajó como asistente de investigación de Max von Laue en el Instituto Kaiser Wilhelm de Química Física y Electroquímica de Berlín, que más tarde se convirtió en el Instituto Fritz Haber. 
Hacia 1950 fundó la teoría del paracristal. 
En 1960 fue nombrado jefe de su propio departamento en este mismo instituto y en 1966 la Sociedad Max Planck lo nombró miembro científico. Se jubiló en 1980.

## Reconocimientos
El 18 de febrero de 1974, el Departamento de Química de la Universidad Libre de Berlín le otorgó el doctorado honoris causa

in Würdigung seiner Verdienste um die Entwicklung der theoretischen Kristallographie, insbesondere der Theorie des Parakristalls, und seiner grundlegenden Arbeiten zur Struktur der Makromoleküle.
en reconocimiento a sus méritos en el desarrollo de la cristalografía teórica, en particular la teoría del paracristal, y su trabajo fundamental sobre la estructura de las macromoléculas.

## Publicaciones (selección)
- La radiactividad del Samario.  En: Zeitschrift für Physik 99, 1936, pp. 405-427.[2]
- Hosemann, R. y Bagchi, A. N.: Análisis directo de difracción por materia. North Holland Publishing Co, Ámsterdam 1962, 734 p. (cubierta en Google Books). (en inglés)